# Luis Francisco Cuéllar
Luis Francisco Cuéllar Carvajal (22 tháng 12 năm 1940 – 22 tháng 12 năm 2009) là một chính trị gia Colombia, phục vụ chức thị trưởng của Morelia, Thống đốc Sở Caqueta từ 2008 đến 2009, và Phó Caqueta từ 2000 đến 2003. Ông được biết đến vì bị bắt cóc và sát hại bởi Lực lượng Vũ trang Cách mạng Colombia, và vì bị bắt cóc và cầm giữ đòi tiền chuộc bốn lần.